# Kinabalu nationalpark
Kinabalu nationalpark (på malajiska Taman Negara Kinabalu), grundades som en av Malaysias första nationalparker 1964 och är ett världsarv sedan år 2000. Parken ligger i delstaten Sabah i östra Malaysia på ön Borneos västkust. Den täcker ett område på 754 km² runt berget Gunung Kinabalu. Berget är 4095 meter högt och är det högsta berget i Sydostasien. Kolopis är en av de stora floderna i nationalparken.
Den botaniskt särpräglade nationalparken sträcker sig över hela 4 klimatzoner och har en stor variation av flora och fauna; från de rika låglandsområdena med dipterokarpväxter genom bergsekskogar nedanför trädgränsen, rhododendron, till barrskog och vidare upp till högt liggande gräsmarker och till förkrympta buskar i högfjällområdet. Bergsområdet är känt för sina många köttätande växter och orkidéarter. Av de förstnämnda kan särskilt nämnas Kungskannrankan som är endemisk för området. Det är också hem för en mängd olika endemiska djurarter såsom Kinabalus röda jätteigel och Kinabalus jättejordmask.

## Kinabalu parks huvudområde

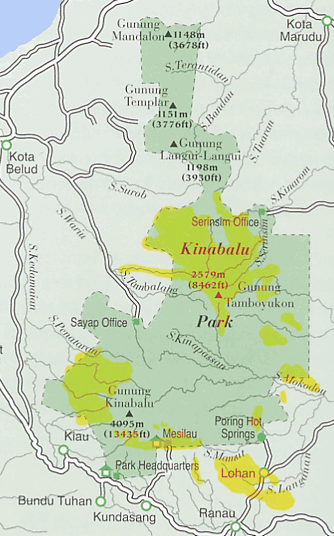
Ultramafit, en bergart, som kommer i dagen (orange) i Kinabalu nationalpark (grönt)

Parkens besökcentrum ligger 88 km från staden Kota Kinabalu. Asfalterade vägar gör parken lätt att nå. Besökscentrumet ligger i södra delen av parken, 1 563 meter över havet.
Rekreationsorter, restauranger, utställningscenter och parkkontor ligger i huvudkontorets närhet. Alla klättrare och övernattningsbesökare måste registrera sig vid parkens huvudkontor.
Nio olika typer av övernattning finns, allt från relativt billiga Menggilan-vandrarhemmet till det lyxiga, fembäddars Rajah-stugorna.
2004 hade nationalparken över 415 360 besökare och 43 430 klättrare.
Parken sköts av en organisation kallad Sabah Parks och bokningar görs genom Sutera Sanctuary Lodges.

## Bildgalleri

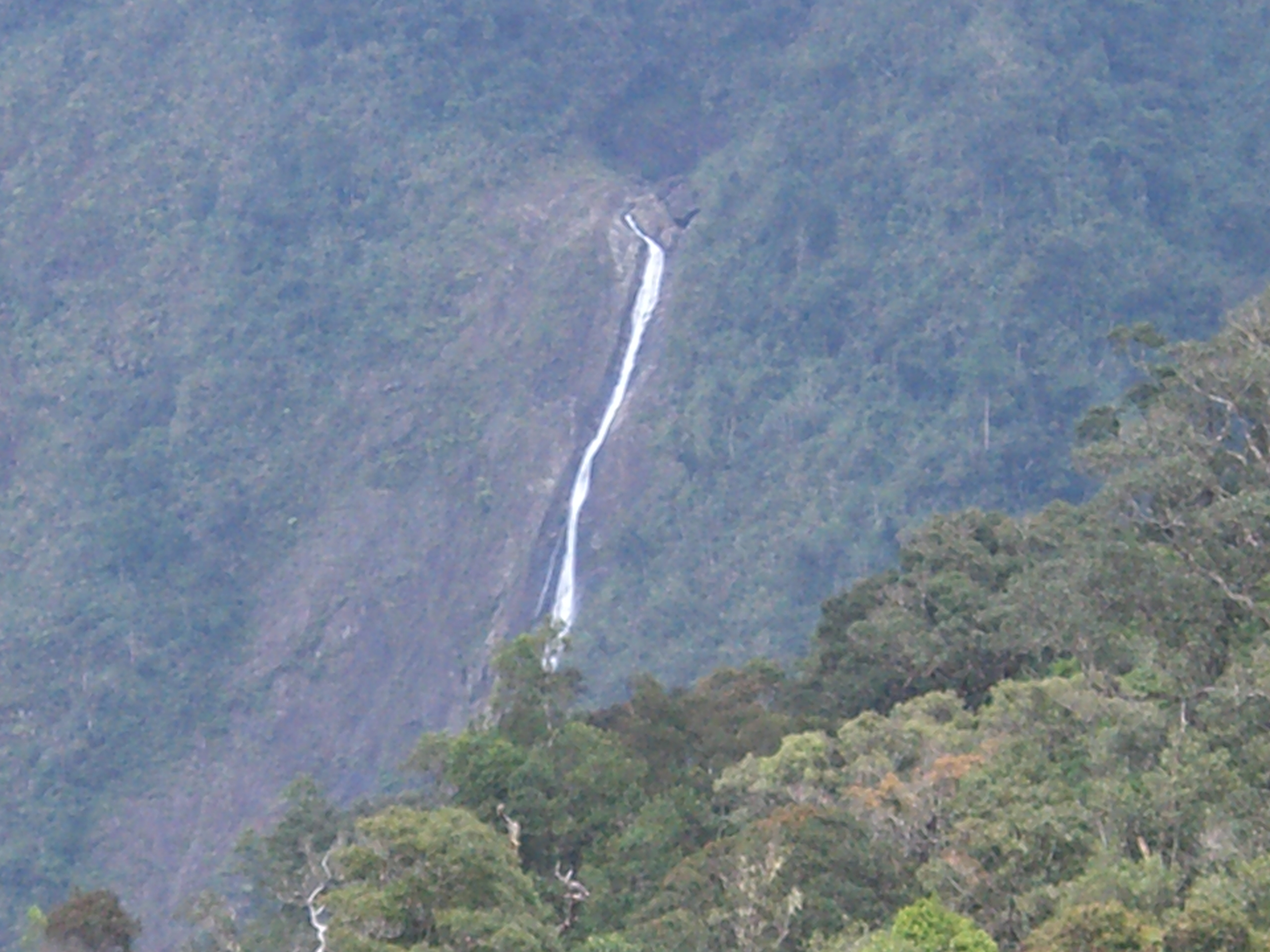
Vattenfall i Kinabalubergen